# Chauliodus
A Chauliodus a csontos halak (Osteichthyes) főosztályának sugarasúszójú halak (Actinopterygii) osztályába, ezen belül a nagyszájúhal-alakúak (Stomiiformes) rendjébe és a mélytengeri viperahalfélék (Stomiidae) családjába tartozó nem.

## Előfordulásuk
A Chauliodus halnem fajai minden mérsékelt övi és trópusi óceánban megtalálhatók.

## Megjelenésük
A halak hossza 14,5-35 centiméter között van. Mivel a Chauliodus halnem fajai, az óceánok mélyében élnek, világítószervvel rendelkeznek. A halak szemét világító perem övezi, hátúszóján világító fénycsali, oldalán és hasán fénykibocsátó szervek találhatók. A legtöbb világítószerv a halak testének alsó részén helyezkedik el. Finom, kékes pislákoló fényt szórnak. Ez közömbösíti a vízfelszín felől lehatoló kék fényt, így az állatok nem vetnek árnyékot az alatta levő vízre. Ez az álca elrejti a mélyből jövő, nagyobb ragadozók elől. A világítószerveket ki és be tudják kapcsolni, eltakarva vagy szabadon hagyva a világítószervekben keletkező fény útját. Szemük nagy, hogy minden halvány fényt, amit más halak bocsátanak ki észrevegyék. Hatalmas fogaik miatt, nem tudják teljesen becsukni a szájukat. Hasuk megnyúlhat akkorára, hogy velük azonos méretű zsákmányt is lenyelhessenek.

## Életmódjuk
A Chauliodus nem fajai magányosan élnek, és lassan úszó ragadozó halak. 400-800 méteres mélységekben érzik otthon magukat. Táplálékuk különböző mélytengeri halak; közülük némelyik akkora, mint ők maguk. A nem fajai vadászhatnak a fényes csali segítségével, amely a háton található (ezt lógatja a szája előtt), vagy egyszerűen járja a mélyt, remélve, hogy rátalál egy zsákmányállatra. Ha nagy a zsákmány, lenyelés közben leáll a lélegzés, mert összenyomódnak a kopoltyúk.

## Szaporodásuk
Szaporodási szokásaik alig ismertek. Feltételezik, hogy a halak nagy mennyiségű ikrát termelnek, amelyek a felnőtt stádium előtt planktonikus lárvákká fejlődnek.

## Rendszerezésük
A nembe az alábbi 9 élő faj és 2 fosszilis faj tartozik:
- Chauliodus barbatus Garman, 1899
- Chauliodus danae Regan & Trewavas, 1929
- Chauliodus dentatus Garman, 1899
- Chauliodus macouni Bean, 1890
- Chauliodus minimus Parin & Novikova, 1974
- Chauliodus pammelas Alcock, 1892
- Chauliodus schmidti Ege, 1948
- Chauliodus sloani Bloch & Schneider, 1801
- Chauliodus vasnetzovi Novikova, 1972

- †Chauliodus eximus (Jordan, 1925) - késő miocén, Kalifornia; korábban Eostomias eximusként ismerték
- †Chauliodus testa Nazarkin, 2014 - késő miocén, a Szahalin nyugati részéről[2]